# 加納時男
加納 時男（かのう ときお、1935年1月5日 - 2017年1月17日）は、日本の政治家。自由民主党所属の参議院議員（2期）、国土交通副大臣（福田康夫改造内閣）、参議院経済産業委員長、文部科学大臣政務官（第1次小泉内閣）を歴任した。母方の叔父に歌手の藤山一郎がいる。

## 経歴・人物

### 学歴と教職
目黒区立油面小学校、芝中学校・高等学校を経て、1957年に東京大学法学部第1類（私法コース）卒業。1962年、通信教育にて日本マネージメントスクール経営数学コース修了。1964年、慶應義塾大学経済学部通信教育課程を卒業。その後、東京大学教養学部非常勤講師（国際関係論）、慶應義塾大学特別招聘講師（国際環境論）等を務める。この間、ハーバード大学、東京大学工学部等で講義。1994年、ペンシルベニア大学ウォートンスクール　インターナショナルフォーラム修了。学校法人芝学園理事。

### 東京電力在職時
1957年、東京電力入社。営業計画課長、省エネルギーセンター副所長、営業部副部長、科学万博電力館長、関連事業部長等を経て、1988年、取締役原子力本部副本部長に就任。以降、代表取締役常務、副社長（原子力担当）を歴任。
この間、『朝まで生テレビ!』の原発討論の回には推進側パネリストとして出演したのをはじめ、『世相を斬る』（フジテレビ）、『スーパーモーニング』（テレビ朝日）、NHK、日本テレビ、TBS、テレビ東京などに多数出演。また、 
- ウラン協会（UI、ロンドン）　日本人初の会長、現在名誉会員
- 世界環境経済人会議（WBCSD、ジュネーブ）副会長
- 太平洋経済協力会議（PECC） 日本委員会委員／同鉱産物・エネルギー委員会（MEF）名誉委員長
- 国際応用システム解析研究所（IIASA 、オーストリア）名誉研究員
- 国際エネルギー機関（IEA 、パリ）専門家会合副議長
- 大平正芳元首相の政策研究会・研究委員
- 中央環境審議会、資源調査会、電気事業審議会、化学品審議会等の委員、専門委員
- 社会経済生産性本部・エネルギー特別委員会委員
- 経団連環境安全委員会地球環境部会長
- 経団連自然保護基金運営協議会副会長

など、国際機関、委員会、審議会等約40の役職を務めた。1988年度外務大臣表彰、「第1回、大平正芳学術研究助成」（共同研究）、1997年サラマンカ（スペイン）名誉市民」を受けた。
1997年12月、同社役員を退任、「地球環境・エネルギー総合研究所」を設立、理事長に就任。

### 国政に進出
1998年7月の第18回参議院議員通常選挙に日本経済団体連合会の組織内候補として自民党公認で比例区に出馬し、初当選。
2001年9月、第1次小泉内閣で文部科学大臣政務官に就任。エネルギー問題に精通する数少ない国会議員の一人で、2002年のエネルギー政策基本法の成立に尽力。2003年の世界原子力協会（WNA、ロンドン）では「原子力の世界的平和利用に関する特別功労賞」を受賞した。
2004年7月、第20回参議院議員通常選挙に自民党公認で比例区に出馬し、個人票第10位で再選。
2008年8月、福田康夫改造内閣で国土交通副大臣に就任、麻生内閣でも留任した。2009年9月16日退任。
2008年12月末、準大手ゼネコンの西松建設から、同社のOBらを代表とした政治団体を隠れ蓑に多額の政治献金を受けていたことが判明した。加納は200万円分のパーティー券を購入してもらっており、「社会通念上いかがなものかと感じ、返却することにした」と述べている。

### 政界引退
2010年の第22回参議院議員通常選挙には党の内規（比例区公認候補者の70歳定年制）により出馬しなかった。同年11月3日、旭日重光章を受章した。
2011年2月1日に東京の経団連会館で参議院議員任期満了、新著出版、褒章受章の記念会が開かれ、自民党総裁や東京電力会長をはじめ各界から約600名が出席、政界引退後なお意気軒昂であった が、同年3月11日の東京電力福島第一原子力発電所事故の数日後、運営していた全てのホームページ・電子掲示板を閉鎖。3月31日に「加納時男後援会」を、4月30日に「地球環境・エネルギー総合研究所」を解散。
その後、東京電力に顧問として復帰。顧問は2012年3月末で顧問制度の廃止により退任したが、東日本大震災以後も月に約90万円の報酬を得ていたことは東京電力への公的資金投入や電気料金値上げに鑑みて問題視された。
自民党エネルギー政策合同会議に「参与」として参加している。

### 死去
2017年1月17日、心不全の為、死去。82歳没。

## 政策

### 選択的夫婦別姓法案
選択的夫婦別姓法案導入に賛同。「婚外子の出生率が日本は一・一％と世界の中でも最も低く、少子化の阻止のためにも、そのためには男女の別姓の問題、これを選択制であれ取り入れていくということも一つある」と述べている。

## 発言
- 「反原発を訴える学者では、2000年に亡くなった高木仁三郎さん以外、尊敬できる人に会ったことがない」（2011.5.20 朝日新聞 耕論：原子力村より）[13]。
- 「低線量放射線は『むしろ健康にいい』と主張する研究者もいる。説得力があると思う。私の同僚も低線量の放射線治療で病気が治った。過剰反応になっているのでは。むしろ低線量は体にいい、ということすら世の中では言えない。これだけでも申し上げたくて取材に応じた」
- 「東電出身、元国会議員として二重の責任を感じている。インターネット上で『お前は絞首刑だ』『A級戦犯だ』と書かれてつらいが、原子力を選択したことは間違っていなかった。地元の強い要望で原発ができ、地域の雇用や所得が上がったのも事実」[8]

## 所属していた団体・議員連盟
- 北京オリンピックを支援する議員の会

## 著作
- 『日本エネルギー戦略 : 自立への提言』東洋経済新報社、1981年10月
- 『日本のメガトレンドと近づく科学万博』電気通信産業連盟、1984年6月
- 『エネルギー最前線』日本放送出版協会、1984年10月  ISBN 4-14-001466-0
- 『なぜ「原発」か　感情論では、人類の危機は救えない』（祥伝社NON BOOK、1989年） ISBN 4-396-10293-3
- 『崖っぷち日本―経済・環境・エネルギー起死回生の処方箋』ミオシン出版、2000年11月　ISBN 978-4887018594
- 『良い加減のススメ。』日本電気協会新聞部、2004年7月　ISBN 978-4930986924
- 『三つの橋を架ける－国政参画十二年の挑戦』日本電気協会新聞部、2010年12月　ISBN 978-4902553970